# Sauville (Ardennes)
Pour les articles homonymes, voir Sauville.
Sauville est une commune française, située dans le département des Ardennes en région Grand Est.

## Géographie
Le village est au nord-ouest du lac de Bairon.
Plusieurs fermes ou hameaux dépendent de Sauville : les Courtiseaux, la Loir, Derrière-le-Terme, le Petit Armageat et Bairon.
| Omont                                            | Vendresse                                        | Le Mont-Dieu |
| Louvergny (comm. dél. de Bairon-et-ses-Environs) | Sauville                                         | Le Mont-Dieu |
| Le Chesne (comm. dél. de Bairon-et-ses-Environs) | Le Chesne (comm. dél. de Bairon-et-ses-Environs) | Tannay       |

### Hydrographie
La commune est dans le bassin versant de la Meuse au sein du bassin Rhin-Meuse. Elle est drainée par la Bar, le canal des Ardennes  (versant Meuse), le ruisseau de Bairon, le ruisseau de la Forge, le ruisseau de la Fontaine St-Remy et le ruisseau des Indis,.
La Bar, d'une longueur de 62 km, prend sa source dans la commune de Harricourt et se jette  dans la Meuse à Dom-le-Mesnil, après avoir traversé 20 communes. 
Le canal des Ardennes  (versant Meuse), d'une longueur de 30 km,  est un chenal et un cours d'eau naturel navigable qui a son origine dans la commune de Bairon et ses environs et se jette  dans la Meuse à Dom-le-Mesnil, après avoir traversé dix communes. 
Le ruisseau de Bairon, d'une longueur de 25 km, prend sa source dans la commune de La Horgne et se jette  dans la Bar à Tannay, après avoir traversé neuf communes. 

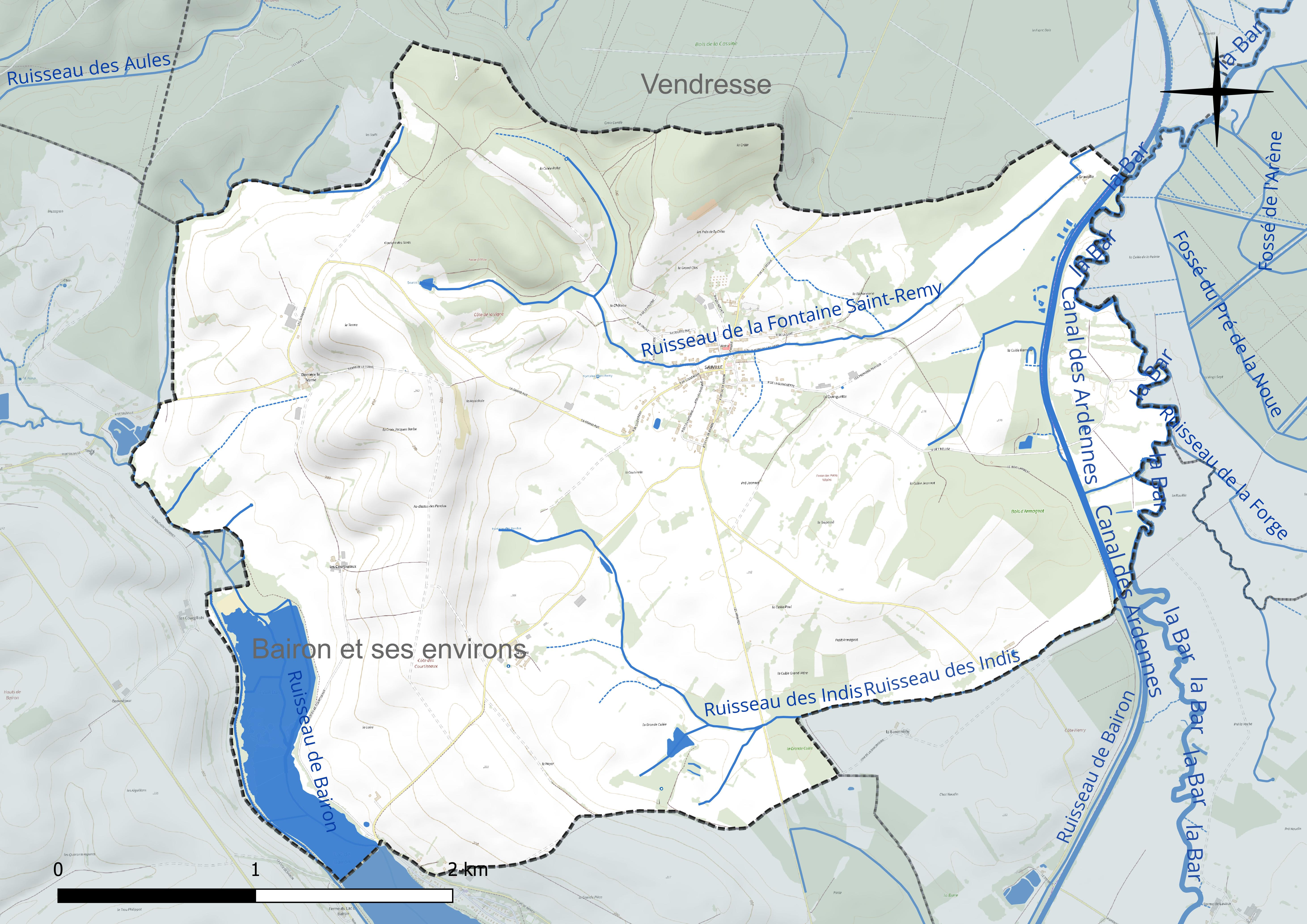
Réseau hydrographique de Sauville.

Un plan d'eau complète le réseau hydrographique : le lac de Bairon, d'une superficie totale de 122 ha (42,6 ha sur la commune),.

### Climat
Pour des articles plus généraux, voir Climat du Grand Est et Climat des Ardennes.
En 2010, le climat de la commune est de type climat des marges montargnardes, selon une étude du Centre national de la recherche scientifique s'appuyant sur une série de données couvrant la période 1971-2000. En 2020, Météo-France publie une typologie des climats de la France métropolitaine dans laquelle la commune est exposée à un climat océanique altéré et est dans une zone de transition entre les régions climatiques « Nord-est du bassin Parisien » et « Lorraine, plateau de Langres, Morvan ». 
Pour la période 1971-2000, la température annuelle moyenne est de 10 °C, avec une amplitude thermique annuelle de 15,6 °C. Le cumul annuel moyen de précipitations est de 921 mm, avec 13,5 jours de précipitations en janvier et 9,3 jours en juillet. Pour la période 1991-2020, la température moyenne annuelle observée sur la station météorologique de Météo-France la plus proche, « Buzancy_sapc », sur la commune de Buzancy à 19 km à vol d'oiseau, est de 10,9 °C et le cumul annuel moyen de précipitations est de 862,0 mm. 
La température maximale relevée sur cette station est de 40,7 °C, atteinte le 25 juillet 2019 ; la température minimale est de −15,8 °C, atteinte le 20 décembre 2009,,. 
Les paramètres climatiques de la commune ont été estimés pour le milieu du siècle (2041-2070) selon différents scénarios d'émission de gaz à effet de serre à partir des nouvelles projections climatiques de référence DRIAS-2020. Ils sont consultables sur un site dédié publié par Météo-France en novembre 2022.

## Urbanisme

### Typologie
Au 1er janvier 2024, Sauville est catégorisée commune rurale à habitat dispersé, selon la nouvelle grille communale de densité à 7 niveaux définie par l'Insee en 2022.
Elle est située hors unité urbaine et hors attraction des villes,.

### Occupation des sols
L'occupation des sols de la commune, telle qu'elle ressort de la base de données européenne d’occupation biophysique des sols Corine Land Cover (CLC), est marquée par l'importance des territoires agricoles (73,2 % en 2018), une proportion identique à celle de 1990 (73,2 %). La répartition détaillée en 2018 est la suivante : prairies (48,8 %), forêts (19,9 %), terres arables (17,8 %), zones agricoles hétérogènes (6,5 %), zones urbanisées (2,8 %), zones humides intérieures (2,7 %), eaux continentales (1,1 %), espaces verts artificialisés, non agricoles (0,2 %). L'évolution de l’occupation des sols de la commune et de ses infrastructures peut être observée sur les différentes représentations cartographiques du territoire : la carte de Cassini (XVIIIe siècle), la carte d'état-major (1820-1866) et les cartes ou photos aériennes de l'IGN pour la période actuelle (1950 à aujourd'hui).

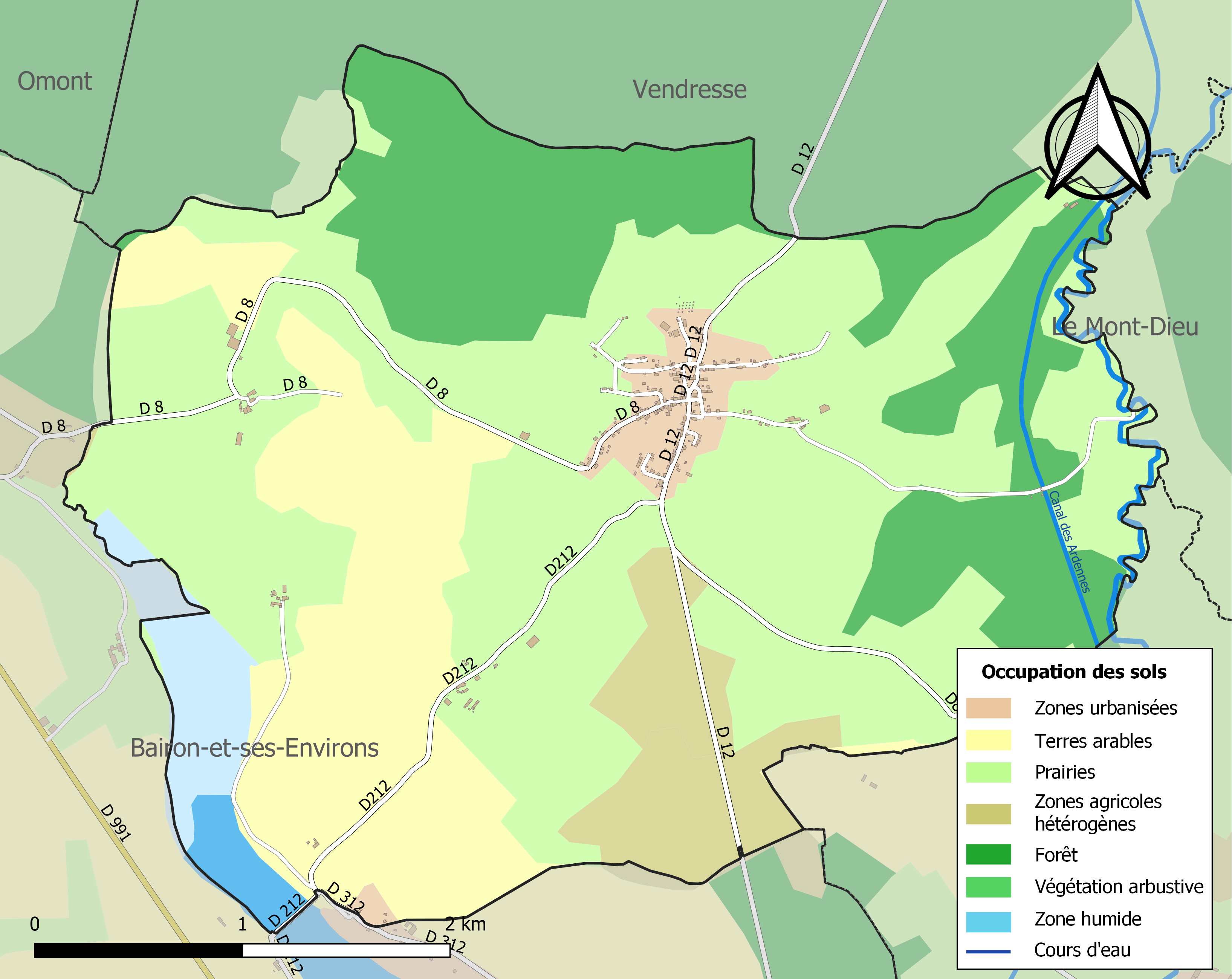
Carte des infrastructures et de l'occupation des sols de la commune en 2018 (CLC).

## Toponymie
Le nom de la localité est attesté sous la forme latinisée Salva villa en 1208 - 1209, puis sous la forme romane Sauville en 1251.
La signification apparente « ville sauve » n'est pas certaine, car il s'agit peut-être d'une latinisation fantaisiste, de l'adjectif féminin latin salva « conservée , intacte » et villa « ferme » ou « la ville sauve ». Faute de formes plus anciennes, il est probable que le premier élément soit un nom de personne germanique, comme dans la plupart des noms en -ville. Albert Dauzat cite Sadi.
Homophonie avec Sauville (Vosges, Seivillae en 1044, Saivilla XIIe siècle) composé avec le nom de personne Sadi.

## Histoire
Le village a été autrefois un bourg important avant que sa population ne décline à partir du XIXe siècle.

## Politique et administration
| Période      | Période      | Identité            | Étiquette | Qualité      |
| ------------ | ------------ | ------------------- | --------- | ------------ |
| 1950         | 1955         | Pol Demissy         |           |              |
| 1955         | 1977         | Jean Discours       |           |              |
| 1977         | 1989         | Jean-claude Conreur |           |              |
| 1989         | 2001         | Alain Frankart      |           |              |
| mars 2001    | 2014         | Bernard Duponcheel  |           |              |
| mars 2014    | juillet 2020 | Patrick Bébin       |           |              |
| juillet 2020 | En cours     | Bernard Deom,       |           | Entrepreneur |

## Démographie
L'évolution du nombre d'habitants est connue à travers les recensements de la population effectués dans la commune depuis 1793. Pour les communes de moins de 10 000 habitants, une enquête de recensement portant sur toute la population est réalisée tous les cinq ans, les populations de référence des années intermédiaires étant quant à elles estimées par interpolation ou extrapolation. Pour la commune, le premier recensement exhaustif entrant dans le cadre du nouveau dispositif a été réalisé en 2007.

En 2022, la commune comptait 240 habitants, en évolution de −6,98 % par rapport à 2016 (Ardennes : −2,97 %, France hors Mayotte : +2,11 %).
| 1793 | 1800 | 1806 | 1821  | 1831  | 1836  | 1841  | 1846  | 1851  |
| ---- | ---- | ---- | ----- | ----- | ----- | ----- | ----- | ----- |
| 800  | 899  | 939  | 1 022 | 1 069 | 1 085 | 1 088 | 1 074 | 1 099 |

| 1866  | 1872 | 1876 | 1881 | 1886 | 1891 | 1896 | 1901 | 1906 |
| ----- | ---- | ---- | ---- | ---- | ---- | ---- | ---- | ---- |
| 1 001 | 924  | 869  | 832  | 828  | 738  | 788  | 753  | 709  |

| 1911 | 1921 | 1926 | 1931 | 1936 | 1946 | 1954 | 1962 | 1968 |
| ---- | ---- | ---- | ---- | ---- | ---- | ---- | ---- | ---- |
| 639  | 434  | 453  | 425  | 384  | 297  | 293  | 249  | 247  |

| 1975 | 1982 | 1990 | 1999 | 2006 | 2007 | 2012 | 2017 | 2022 |
| ---- | ---- | ---- | ---- | ---- | ---- | ---- | ---- | ---- |
| 226  | 200  | 183  | 189  | 236  | 244  | 276  | 245  | 240  |

## Culture locale et patrimoine

### Lieux et monuments
- Le vieil étang de Bairon ainsi qu'un grand lac.
- Une église Saint-Remi de Sauville, sur la place au centre du village et une mairie.

### Héraldique
| Armes de Sauville | Les armes de Sauville se blasonnent ainsi : D’azur à la croix d’argent chargée en cœur d’un monde de gueules cerclé, cintré et croisé d’or, au chef aussi de gueules chargé de deux râteaux démanchés de six dents aussi d’or. |